# 홀어스 캐털로그
홀어스 캐털로그 ( WEC )는 1968년에서 1972년 사이 에 스튜어트 브랜드가 발행한 미국 반문화 잡지이자 제품 카탈로그였다. 이 잡지에는 에세이와 기사가 실렸지만 주로 제품 리뷰에 중점을 두었다. 편집 초점은 자급자족, 생태학, 대안 교육, " 직접 수행 "(DIY) 및 전체주의에 있었고 "도구에 대한 액세스"라는 슬로건을 특징으로 했다. WEC는 다양한 제품(의류, 책, 도구, 기계, 씨앗 등)을 나열하고 검토했지만 제품을 직접 판매하지는 않았다. 대신 판매자의 연락처 정보가 항목 및 리뷰와 함께 나열되었다. 이것이 바로 정기적으로 발행되는 정기간행물은 아니지만 가격 및 가용성 정보를 최신 상태로 유지하기 위해 수많은 판과 업데이트가 필요한 이유이다.